# Čierne-Polesie
Čierne-Polesie – przystanek kolejowy w Czarnym, w kraju żylińskim, na Słowacji.
| Čierne Polesie                                   |  |                                      |
| Linia 129 Czadca – Skalité – Zwardoń (10,590 km) |  |                                      |
| Čierne pri Čadci zastávkaodległość: 1,069 km     |  | Skalité zastávka odległość: 1,216 km |